# Đan Đồ
Đan Đồ chữ Hán phồn thể:丹徒區, chữ Hán giản thể: 丹徒区) là một quận thuộc địa cấp thị Trấn Giang, tỉnh Giang Tô, Cộng hòa Nhân dân Trung Hoa. Quận này có diện tích 748,8 ki-lô-mét vuông, dân số năm 2003 là 370.000 người. Mã số bưu chính là 212100. Quận này có nhiệt độ bình quân năm là 15,2℃, lượng giáng thủy năm là 1108,2 mm. Về mặt hành chính, quận này được chia thành 14 trấn: Diêu Kiều, Đại Lộ, Cao Kiều, Hoàng 墟, Giang Tâm, Tân Phong, Cốc Dương, Thượng Đảng, Thượng Hội, Vinh Bính, Cao Tư, Thế Nghiệp, Bảo Yển

## Dân số
| Dữ liệu khí hậu của Đan Đồ, elevation 18 m (59 ft), (1991–2020 normals, extremes 1981–2010) | Dữ liệu khí hậu của Đan Đồ, elevation 18 m (59 ft), (1991–2020 normals, extremes 1981–2010) | Dữ liệu khí hậu của Đan Đồ, elevation 18 m (59 ft), (1991–2020 normals, extremes 1981–2010) | Dữ liệu khí hậu của Đan Đồ, elevation 18 m (59 ft), (1991–2020 normals, extremes 1981–2010) | Dữ liệu khí hậu của Đan Đồ, elevation 18 m (59 ft), (1991–2020 normals, extremes 1981–2010) | Dữ liệu khí hậu của Đan Đồ, elevation 18 m (59 ft), (1991–2020 normals, extremes 1981–2010) | Dữ liệu khí hậu của Đan Đồ, elevation 18 m (59 ft), (1991–2020 normals, extremes 1981–2010) | Dữ liệu khí hậu của Đan Đồ, elevation 18 m (59 ft), (1991–2020 normals, extremes 1981–2010) | Dữ liệu khí hậu của Đan Đồ, elevation 18 m (59 ft), (1991–2020 normals, extremes 1981–2010) | Dữ liệu khí hậu của Đan Đồ, elevation 18 m (59 ft), (1991–2020 normals, extremes 1981–2010) | Dữ liệu khí hậu của Đan Đồ, elevation 18 m (59 ft), (1991–2020 normals, extremes 1981–2010) | Dữ liệu khí hậu của Đan Đồ, elevation 18 m (59 ft), (1991–2020 normals, extremes 1981–2010) | Dữ liệu khí hậu của Đan Đồ, elevation 18 m (59 ft), (1991–2020 normals, extremes 1981–2010) | Dữ liệu khí hậu của Đan Đồ, elevation 18 m (59 ft), (1991–2020 normals, extremes 1981–2010) |
| Tháng                                                                                       | 1                                                                                           | 2                                                                                           | 3                                                                                           | 4                                                                                           | 5                                                                                           | 6                                                                                           | 7                                                                                           | 8                                                                                           | 9                                                                                           | 10                                                                                          | 11                                                                                          | 12                                                                                          | Năm                                                                                         |
| ------------------------------------------------------------------------------------------- | ------------------------------------------------------------------------------------------- | ------------------------------------------------------------------------------------------- | ------------------------------------------------------------------------------------------- | ------------------------------------------------------------------------------------------- | ------------------------------------------------------------------------------------------- | ------------------------------------------------------------------------------------------- | ------------------------------------------------------------------------------------------- | ------------------------------------------------------------------------------------------- | ------------------------------------------------------------------------------------------- | ------------------------------------------------------------------------------------------- | ------------------------------------------------------------------------------------------- | ------------------------------------------------------------------------------------------- | ------------------------------------------------------------------------------------------- |
| Cao kỉ lục °C (°F)                                                                          | 20.8 (69.4)                                                                                 | 26.5 (79.7)                                                                                 | 29.5 (85.1)                                                                                 | 33.5 (92.3)                                                                                 | 36.5 (97.7)                                                                                 | 38.0 (100.4)                                                                                | 39.5 (103.1)                                                                                | 38.8 (101.8)                                                                                | 38.2 (100.8)                                                                                | 32.5 (90.5)                                                                                 | 29.2 (84.6)                                                                                 | 22.8 (73.0)                                                                                 | 39.5 (103.1)                                                                                |
| Trung bình ngày tối đa °C (°F)                                                              | 7.1 (44.8)                                                                                  | 9.7 (49.5)                                                                                  | 14.6 (58.3)                                                                                 | 21.0 (69.8)                                                                                 | 26.2 (79.2)                                                                                 | 29.0 (84.2)                                                                                 | 32.2 (90.0)                                                                                 | 31.7 (89.1)                                                                                 | 27.8 (82.0)                                                                                 | 22.6 (72.7)                                                                                 | 16.4 (61.5)                                                                                 | 9.8 (49.6)                                                                                  | 20.7 (69.2)                                                                                 |
| Trung bình ngày °C (°F)                                                                     | 3.2 (37.8)                                                                                  | 5.3 (41.5)                                                                                  | 9.8 (49.6)                                                                                  | 15.7 (60.3)                                                                                 | 21.1 (70.0)                                                                                 | 24.7 (76.5)                                                                                 | 28.2 (82.8)                                                                                 | 27.8 (82.0)                                                                                 | 23.6 (74.5)                                                                                 | 18.1 (64.6)                                                                                 | 11.8 (53.2)                                                                                 | 5.5 (41.9)                                                                                  | 16.2 (61.2)                                                                                 |
| Tối thiểu trung bình ngày °C (°F)                                                           | 0.1 (32.2)                                                                                  | 1.9 (35.4)                                                                                  | 5.8 (42.4)                                                                                  | 11.1 (52.0)                                                                                 | 16.7 (62.1)                                                                                 | 21.1 (70.0)                                                                                 | 24.9 (76.8)                                                                                 | 24.7 (76.5)                                                                                 | 20.4 (68.7)                                                                                 | 14.4 (57.9)                                                                                 | 8.1 (46.6)                                                                                  | 2.1 (35.8)                                                                                  | 12.6 (54.7)                                                                                 |
| Thấp kỉ lục °C (°F)                                                                         | −9.0 (15.8)                                                                                 | −11.0 (12.2)                                                                                | −5.6 (21.9)                                                                                 | −0.1 (31.8)                                                                                 | 7.3 (45.1)                                                                                  | 12.1 (53.8)                                                                                 | 18.4 (65.1)                                                                                 | 17.9 (64.2)                                                                                 | 10.7 (51.3)                                                                                 | 3.2 (37.8)                                                                                  | −4.6 (23.7)                                                                                 | −12.0 (10.4)                                                                                | −12.0 (10.4)                                                                                |
| Lượng Giáng thủy trung bình mm (inches)                                                     | 55.9 (2.20)                                                                                 | 54.5 (2.15)                                                                                 | 81.2 (3.20)                                                                                 | 75.8 (2.98)                                                                                 | 88.8 (3.50)                                                                                 | 184.4 (7.26)                                                                                | 210.7 (8.30)                                                                                | 165.2 (6.50)                                                                                | 78.1 (3.07)                                                                                 | 57.6 (2.27)                                                                                 | 58.9 (2.32)                                                                                 | 39.9 (1.57)                                                                                 | 1.151 (45.32)                                                                               |
| Số ngày giáng thủy trung bình (≥ 0.1 mm)                                                    | 9.3                                                                                         | 9.2                                                                                         | 10.6                                                                                        | 9.5                                                                                         | 10.1                                                                                        | 11.1                                                                                        | 13.7                                                                                        | 12.8                                                                                        | 8.2                                                                                         | 7.7                                                                                         | 8.5                                                                                         | 7.3                                                                                         | 118                                                                                         |
| Số ngày tuyết rơi trung bình                                                                | 3.3                                                                                         | 2.5                                                                                         | 0.9                                                                                         | 0.1                                                                                         | 0                                                                                           | 0                                                                                           | 0                                                                                           | 0                                                                                           | 0                                                                                           | 0                                                                                           | 0.3                                                                                         | 1.2                                                                                         | 8.3                                                                                         |
| Độ ẩm tương đối trung bình (%)                                                              | 71                                                                                          | 71                                                                                          | 69                                                                                          | 68                                                                                          | 69                                                                                          | 76                                                                                          | 79                                                                                          | 79                                                                                          | 76                                                                                          | 72                                                                                          | 72                                                                                          | 69                                                                                          | 73                                                                                          |
| Số giờ nắng trung bình tháng                                                                | 132.1                                                                                       | 130.5                                                                                       | 153.6                                                                                       | 180.7                                                                                       | 191.9                                                                                       | 149.0                                                                                       | 185.5                                                                                       | 189.8                                                                                       | 168.9                                                                                       | 172.8                                                                                       | 149.2                                                                                       | 145.1                                                                                       | 1.949,1                                                                                     |
| Phần trăm nắng có thể                                                                       | 41                                                                                          | 41                                                                                          | 41                                                                                          | 46                                                                                          | 45                                                                                          | 35                                                                                          | 43                                                                                          | 46                                                                                          | 46                                                                                          | 49                                                                                          | 48                                                                                          | 47                                                                                          | 44                                                                                          |
| Nguồn: China Meteorological Administration                                                  |                                                                                             |                                                                                             |                                                                                             |                                                                                             |                                                                                             |                                                                                             |                                                                                             |                                                                                             |                                                                                             |                                                                                             |                                                                                             |                                                                                             |                                                                                             |